# Барретт, Стефани
Стефани Барретт (англ. Stephanie Barrett; род. 26 января 1979, Ньюмаркет, Онтарио) — канадская лучница, выступающая в соревнованиях в стрельбе из олимпийского лука. Участница Олимпийских игр 2020 года.

## Биография
Стефани Барретт родилась 26 января 1979 года в Ньюмаркете (провинция Онтарио). Её отец был тренером по лёгкой атлетике.
Изучала вычислительную технику в Seneca College в Торонто, с 2013 года работала программистом.

## Карьера
Хотя Стефани интересовалась стрельбой из лука задолго до начала карьеры лучницы, ранее она занималась футболом, волейболом, боулингом и лёгкой атлетикой. Попробовать новый вид спорта она решила в 2016 году благодаря дружескому совету, её первое знакомство со стрельбой из лука состоялось в Центре классического спорта Онтарио.
Тренируется под руководством Шона Риггса.
Уже через полгода после первых занятий новым для неё видом спорта, состоялась первая победа на турнире.
В 2018 году Стефани выиграла чемпионат Канады.
В 2019 года Стефани Барретт приняла участие на одном этапе Кубка мира в Берлине, где уступила уже в первом раунде и стала лишь 57-й. В том же году она приняла участие на Панамериканских играх в Лиме, где в миксте заняла четвёртое место в паре с Криспином Дуэньясом. Также она дошла до четвертьфинала в составе женской команды и до 1/16 финала в индивидуальном первенстве.
По воспоминаниям Барретт, перенос на год из-за пандемии коронавируса Олимпийских игр дал ей возможность лучше подготовиться к Играм. В результате, канадка сумела добыть путёвку на американском отборочном турнире в Монтеррее. На Панамериканском чемпионате в Мексике она заняла пятое место в личном турнире и четвёртое в команде. Также перед Олимпиадой Стефани приняла участие на этапах Кубка мира в Париже и Лозанне, где в индивидуальных турнирах дошла до 1/16 финала. Также она выступала на этих этапах в миксте, заняв четвёртое место во Франции.
На Олимпийских играх 2020 года Стефани Барретт стала 46-й в рейтинговом раунде, набрав 630 очков из 720 возможных. Стефани Баррет и Криспин Дуэньяс показали 17-й результат, не попав в число шестнадцати участников турнира смешанных пар. В первом раунде женского индивидуального первенства канадская лучница попала на Ясемин Анагёз из Турции и уступила ей со счётом 2:6.